# Walk of Love

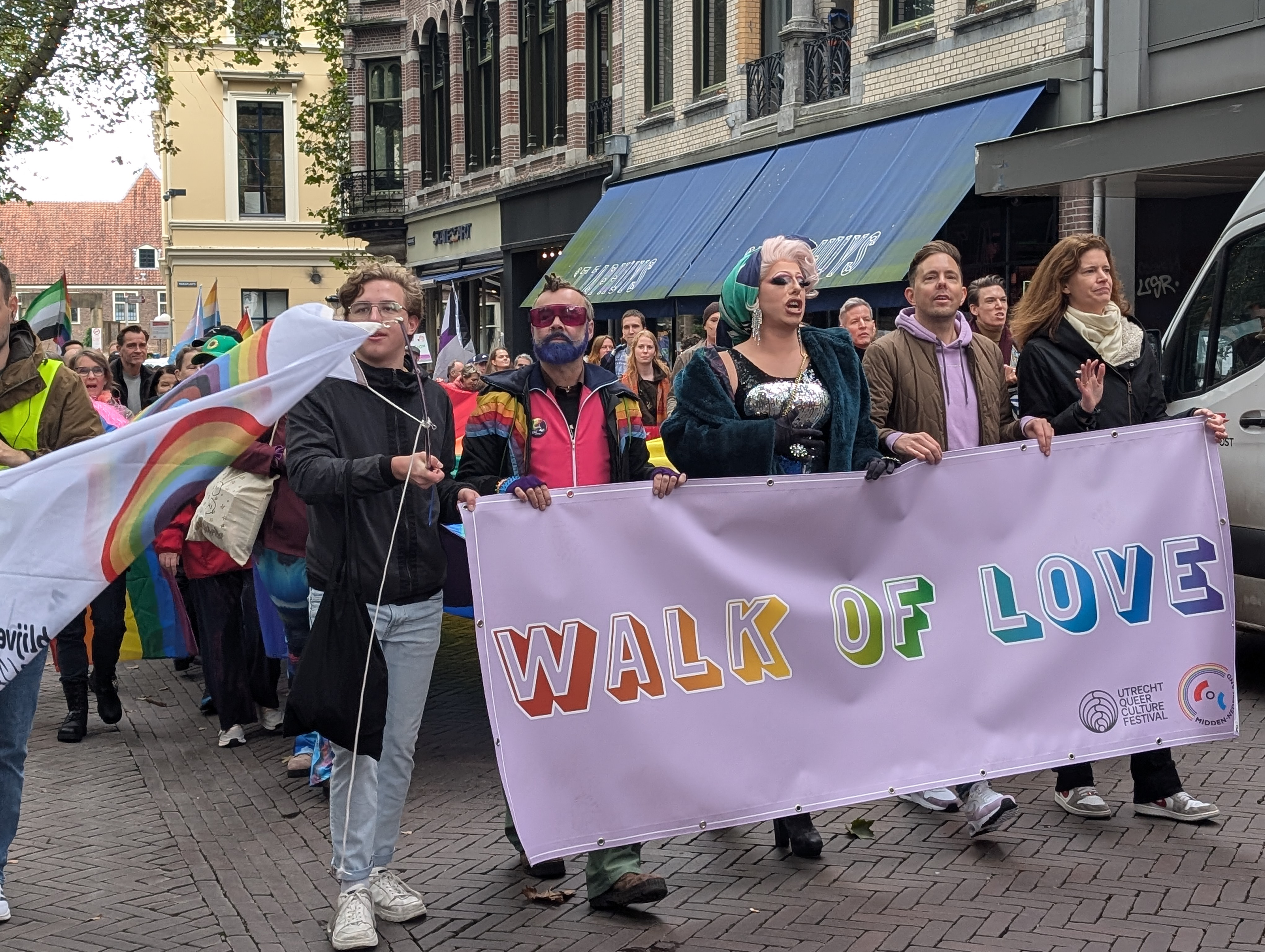
Walk of Love 2024

De Walk of Love is een jaarlijkse demonstratieve wandeling door Utrecht, georganiseerd door Midzomergracht Festival en COC Midden-Nederland om liefde te vieren. De dag staat in het teken van de Internationale Dag tegen Homofobie, Bifobie, Transfobie en Interseksefobie (Engels: International Day Against Homophobia, Biphobia, Transphobia and Intersexephobia, IDAHOT), die jaarlijks op 17 mei valt. Hoewel iedereen welkom is bij de demonstratie, ligt de nadruk bij personen uit de lgbt-gemeenschap.

## Edities

### 2016
De eerste editie was op 21 mei 2016. Er liepen toen ongeveer 300 mensen mee.

### 2017
Sinds de tweede editie op 20 mei 2017 is er gekozen voor een thema. In 2017 jaar was het thema regenboogfamilies: gezinnen met bijvoorbeeld twee vaders, twee moeders of twee vaders en een moeder. Het bezoekersaantal verdubbelde toen naar ruim 600.

### 2018
Op 19 mei 2018 werd de derde editie gehouden. Er was toen gekozen voor het thema Solidarity & Alliances (Engels voor 'Solidariteit & Bondgenootschap'). Met dit thema riep de organisatie op tot meer solidariteit en het bestrijden van discriminatie. Er liepen in 2018 ongeveer 800 mensen mee.

### 2019
In 2019 werd de voorlopig laatste editie georganiseerd. Tijdens deze editie liepen wederom honderden mensen mee en werd een nieuwe route gelopen. Naast de 25-meter lange regenboogvlag droegen deelnemers ook de vlaggen van alle Europese landen waarin het voor stellen van gelijk geslacht mogelijk is te trouwen.

### 2020 - 2022
In 2020 stond een nieuwe editie van de Walk of Love gepland, maar deze werd geannuleerd vanwege de Coronapandemie. Wel liepen de bedenkers van de Walk of Love, Simon Timmerman en Joost de Vries, de route gezamenlijk met een regenboogvlag door een stille binnenstad van Utrecht. Een video hiervan werd gedeeld op de socialemediakanalen van de organisaties.
Ook in 2021 en 2022 werden vanwege de coronapandemie geen Walks of Love georganiseerd.

### 2023
In 2023 keerde de Walk of Love terug. Als afsluiting van het Utrecht Queer Culture Festival werd een de vijfde editie georganiseerd op zaterdag 14 oktober 2023. Het festival organiseerde de kleurrijke demonstratie in samenwerking met COC Midden-Nederland. Ruim 300 deelnemers liepen mee. De tocht ging van start in de Utrechtse wijk Ondiep. In de zomermaanden van 2023 was er veel ophef over de vervelende reacties op regenboogvlaggen in deze wijk. Na incidenten als het gooien van eieren, scheldwoorden en intimidatie, besloten vele buurtbewoners ook regenboogvlaggen op te hangen uit steun. De liefdevolle reactie van de buurt op deze incidenten was voor de organisatoren van de Walk of Love de reden geweest om de tocht te laten starten vanuit Ondiep. Eindpunt was het Domplein.

### 2024
In 2024 was de Walk Of Love weer de afsluiting van het Utrecht Queer Culture Festival. De Walk of Love ging in 2024 van het Centraal station naar het homomonument bij de Dom. Er werd gekozen om te wandelen langs plekken van de homogemeenschap die weer onder druk staan. Tijdens de wandeling hielden de wandelaars een regenboogvlag vast van 25 meter lang.

## Foto's
Foto's van de Walk of Love op de Mariaplaats, 2024

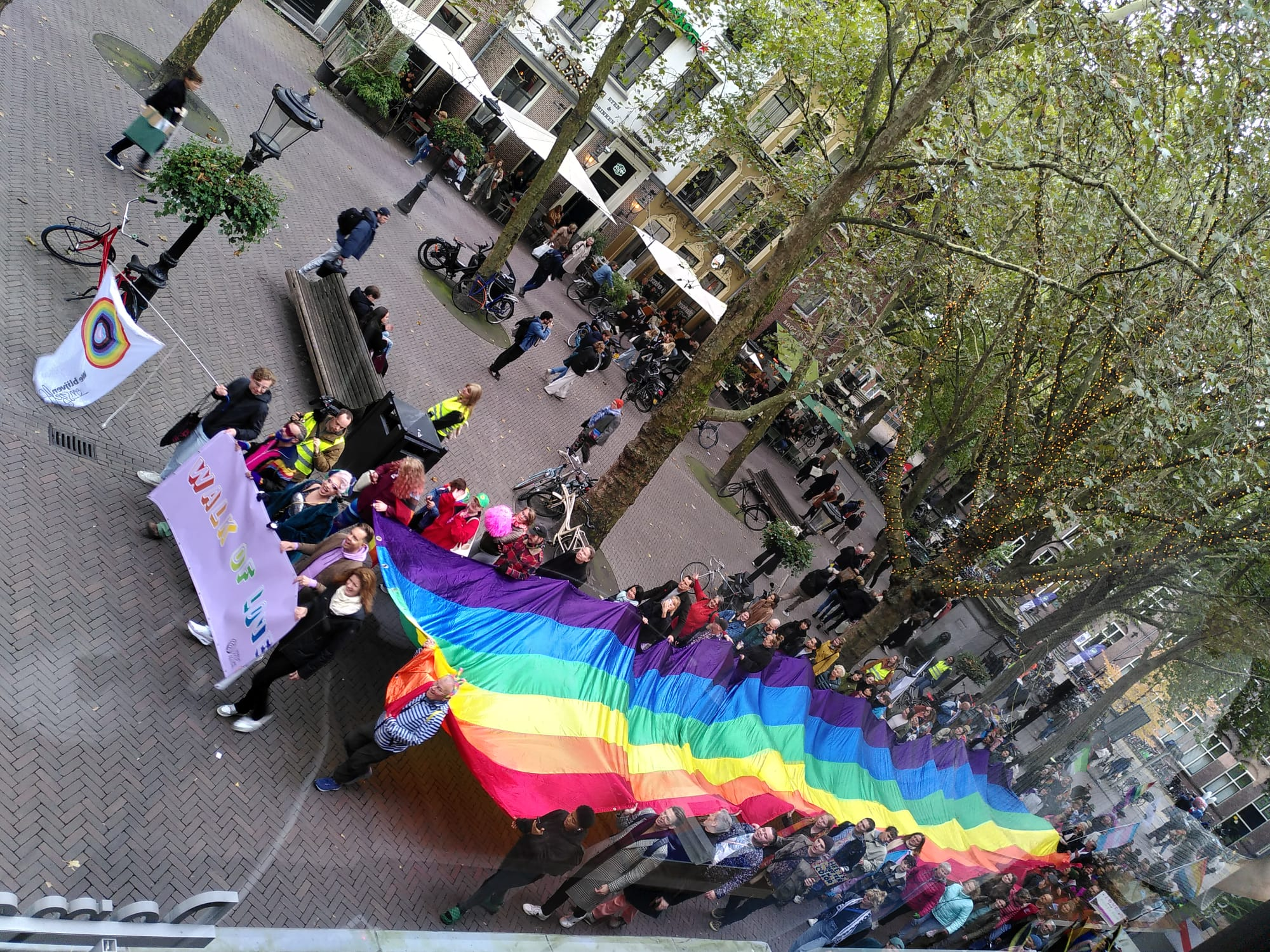
De lange regenboogvlag, van bovenaf
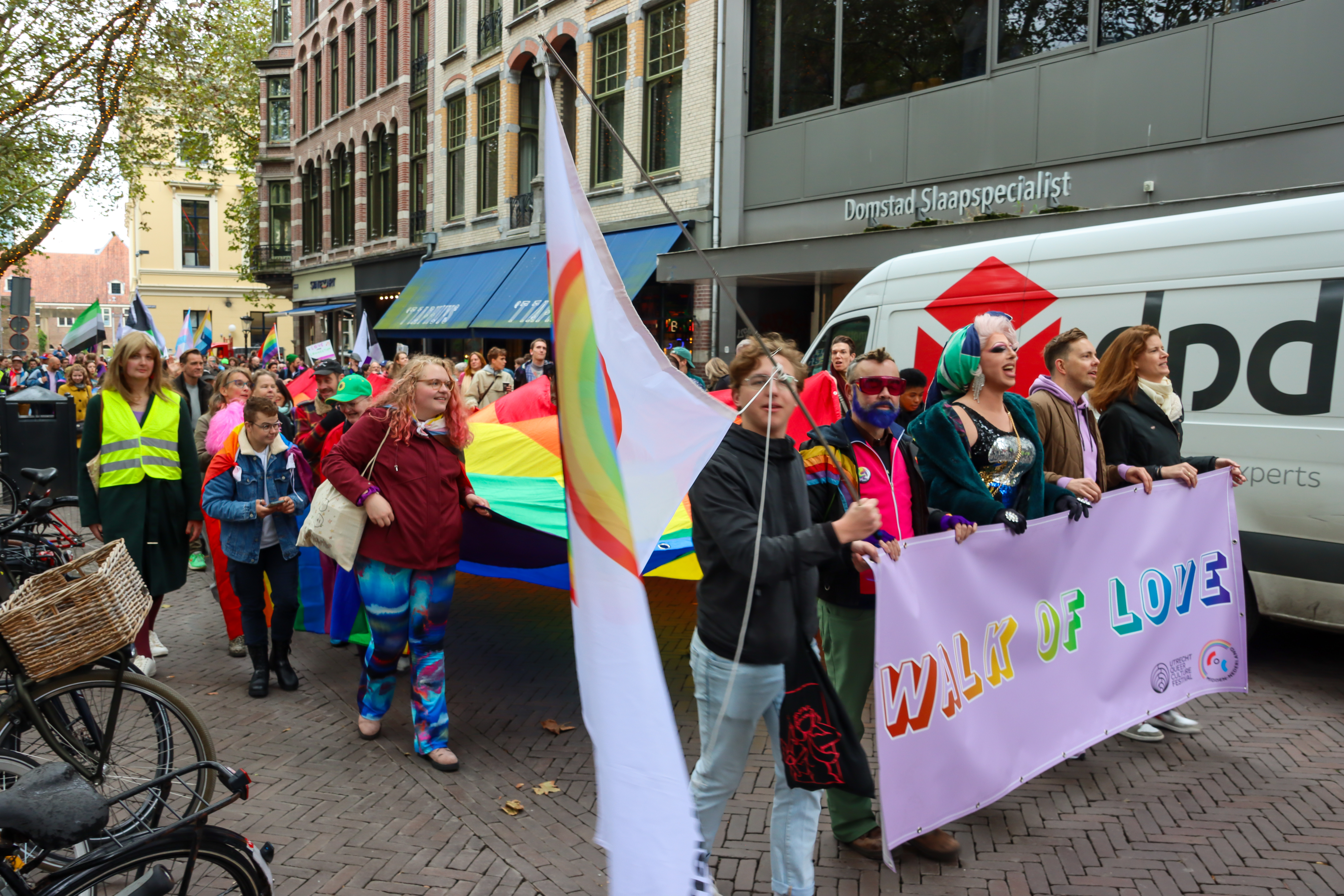
De lange regenboogvlag, vanaf de grond
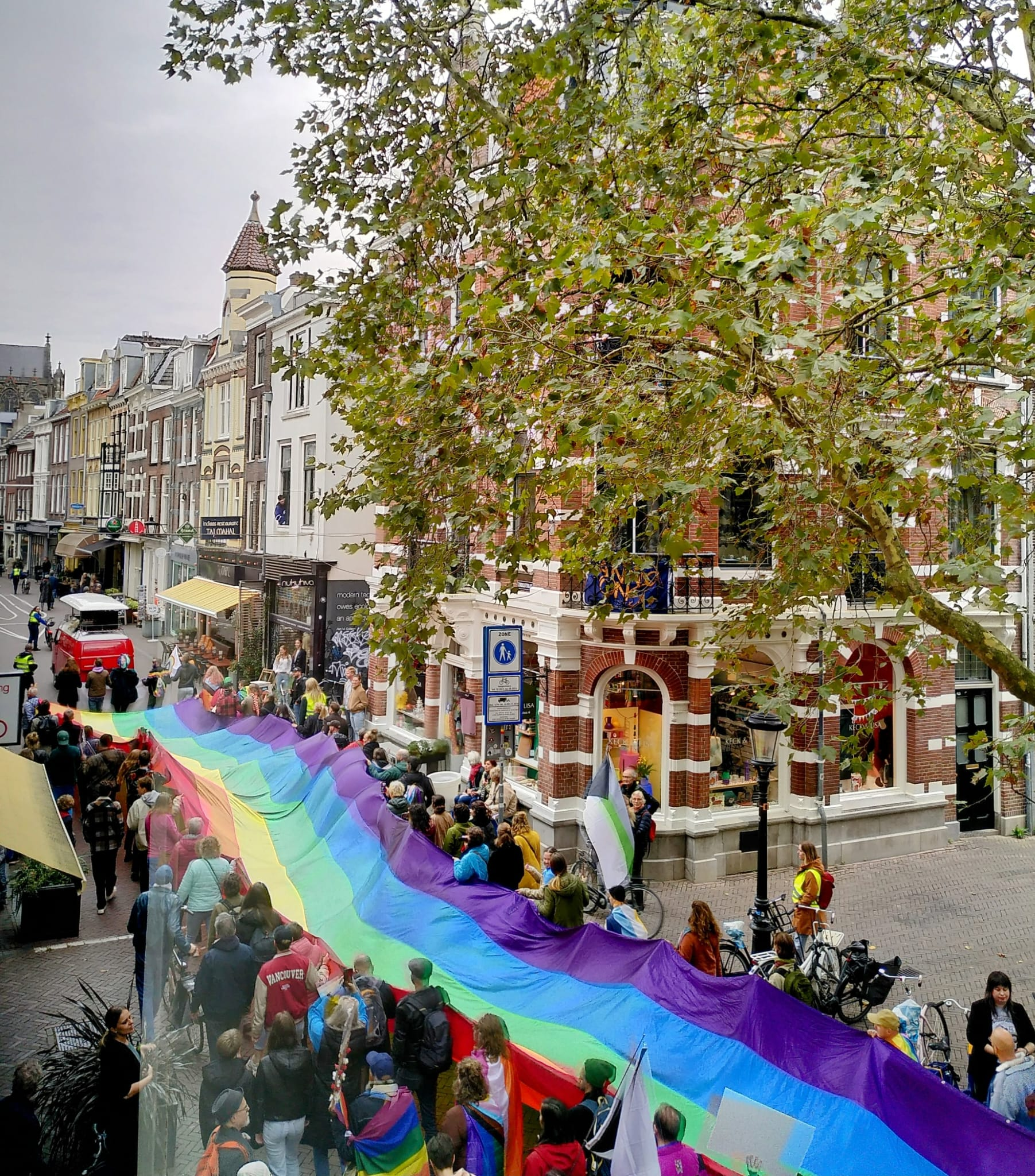
De lange regenboogvlag, van bovenaf